# Atmosfera
«Atmosfera» (укр. «Атмосфера») — студійний альбом італійського співака та кіноактора Адріано Челентано, випущений 1 жовтня 1983 року фірмою «Clan Celentano».

## Про альбом
Пісні з альбому виконувалися на телебаченні у передачах «Domenica in» (ведучим був Піппо Баудо) і «Fantastico» 5 сезону 1983 року на каналі Rai 1.
Альбом, за рейтингом «Italian Albums Chart», посів лише 18 позицію в італійському чарті 1983 року й вийшов у кількості 300 000 копій. Жодна пісня з нього не потрапила до італійського чарту найкращих синглів.
Музика альбому представлена стилями поп-рок і синті-поп. У написанні пісень до альбому разом з Челентано, взяли участь пісняр Лучано Беретта, племінник співака Джино Сантерколе, його близький приятель Мікі Дель Прете (також був продюсером платівки) і творчий дует Кастеллано і Піполо, Адріано знявся в багатьох їхніх фільмах. Аранжування створив Пінуччіо Піраццолі.
Спочатку планувалося записати останню (восьму) пісню не «Cammino», а зовсім невідому й до сьогодні композицію «Il Santa Tecla». Про це свідчив той факт, що спочатку випустили конверт та іннер-слів («Inner-sleeve» — внутрішній конверт), на яких була вказана ця пісня, із зазначенням авторів твору (текст: Челентано-Беретта-Дель Прете, музика: Челентано) і текстом. Але з невідомих причин пісню не записали, також досі відсутня інформація, чи була вона заспівана взагалі. Примітно, що на самих етикетках платівок зазначена пісня «Cammino». У зв'язку з цим перші платівки вважаються рідкістю й мають підвищений попит серед фанів Челентано.
Також у першому виданні альбому не вказано доповнення до заголовної пісні «Atmosfera», а у всіх наступних перевиданнях додана назва композиції «Les Feuilles Mortes» — відомої французької пісні, написаної Жозефом Космою і Жаком Превером. Спочатку Косма написав її як інструментальну партію до балету Ролана Петі «Le Rendez-vous» (1945). У пісні «Atmosfera» звучить короткий уривок зі «Les Feuilles Mortes»: «... le foglie morte». Крім цього, в композиції «Atmosfera» звучав музичний уривок з відомої пісні Челентано 1968 року — «Una carezza in un pugno».
У 1984 році вийшла платівка з саундтреками «Segni Particolari: Bellissimo» до однойменного фільму «Особливі прикмети: Чарівний красень», на якій була записана пісня «Camminata Bellissima», її початок («інтро») взятий з композиції «Cammino». Згодом, тема пісні «Cammino» ще кілька разів зустрічалася у творчості Челентано — був створений її однойменний ремейк, який увійшов до альбому «Il re degli ignoranti». У 2012 році на концерті «Rock Economy» співак виконав мікс з пісень «Cammino» і «I Passi Che Facciamo».
Спочатку альбом «Atmosfera» випускався фірмою «Clan Celentano» на LP-платівках у 33 оберти 1983 року лише в Італії. У 1991 році в Італії і Німеччині вийшло перше ремастоване перевидання альбому на CD. Чотири пісні альбому випускались як сингли, в результаті в Італії 1983 року вийшли платівки у 45 обертів — «Sound Di Verità/Dipenderà Da Te» і «Atmosfera/Prima Pagina».

## Трек-лист
Сторона «А»
| #  | Назва                                     | Автор                                              | Тривалість |
| -- | ----------------------------------------- | -------------------------------------------------- | ---------- |
| 1. | «Atmosfera» (Атмосфера)                   | Адріано Челентано, Лучано Беретта, Мікі Дель Прете | 4:14       |
| 2. | «Splende la notte» (Сяє ніч)              | Адріано Челентано, Лучано Беретта, Мікі Дель Прете | 5:20       |
| 3. | «Prima pagina» (Перша сторінка)           | Джино Сантерколе, Лучано Беретта, Мікі Дель Прете  | 4:21       |
| 4. | «Dipendera da te» (Все залежить від тебе) | Джино Сантерколе, Лучано Беретта, Мікі Дель Прете  | 3:50       |

Сторона «Б»
| #     | Назва                           | Автор                                              | Тривалість |
| ----- | ------------------------------- | -------------------------------------------------- | ---------- |
| 5.    | «Sound di verita» (Звук істини) | Адріано Челентано, Лучано Беретта, Мікі Дель Прете | 5:30       |
| 6.    | «Bel giovane» (Чудовий юнак)    | Адріано Челентано                                  | 5:05       |
| 7.    | «Madonna mia» (Моя Мадонна)     | Джино Сантерколе, Кастеллано і Піполо              | 3:59       |
| 8.    | «Cammino» (Мій шлях)            | Адріано Челентано                                  | 3:30       |
| 36:31 |                                 |                                                    |            |

## Музиканти
- Адріано Челентано — вокал;
- Пінуччіо Піраццолі — аранжування, диригент, гітара, клавішні, барабани, бек-вокал;
- Паоло Стеффан — бас, гітара, бек-вокал;
- Лелла Еспозіто, Морено Феррара, Неймі Хакетт, Сільвано Фосатті — хорова група;
- Леле Мелотті — барабани;
- Даніеле Дельфітто — мастеринг;
- Ніно Лоріо — звукооператор;
- Мікі Дель Прете — продюсер;
- Джамбо Ліццорі — звукозапис;
- Гаетано Леандро — синтезатор.

## Ліцензійні видання
Альбом
| Назва                                   | Лейбл                          | Номер              | Країна    | Рік  |
| --------------------------------------- | ------------------------------ | ------------------ | --------- | ---- |
| Atmosfera (LP)                          | Clan Celentano                 | CLN 20380          | Італія    | 1983 |
| Atmosfera (LP)                          | Clan Celentano                 | CLN 20380          | Італія    | 1983 |
| Atmosfera (CD, ремастоване)             | Clan Celentano                 | 9031 70194-2       | Італія    | 1991 |
| Atmosfera (CD, ремастоване)             | Clan Celentano                 | 9031 70194-2 YS    | Німеччина | 1991 |
| Atmosfera (CD, ремастоване)             | Clan Celentano                 | 74321 31421 2      | Європа    | 1995 |
| Atmosfera (CD, ремастоване)             | Clan Celentano                 | SP 60972           | Італія    | 1996 |
| Atmosfera (CD, ремастоване, неофіційно) | Clan Celentano (2)             | SP 60972           | Росія     | 1996 |
| Atmosfera (CD, ремастоване)             | Clan Celentano, Clan Celentano | CLN 20292, 4971592 | Італія    | 2002 |
| Atmosfera (CD, ремастоване)             | Sony Music                     | 4971590            | Росія     | 2006 |
| Atmosfera (CD, ремастоване)             | Clan Celentano                 | CLN 2029           | Італія    | 2012 |
| Atmosfera (CD, ремастоване)             | Universal Music                | 3259130005004      | Італія    | 2012 |

Сингли з альбому
| Назва                                                | Лейбл   | Номер  | Країна | Рік  |
| ---------------------------------------------------- | ------- | ------ | ------ | ---- |
| Sound Di Verità/Dipenderà Da Te (7", Jukebox, Promo) | Ascolto | YD 666 | Італія | 1983 |
| Atmosfera/Prima Pagina (7", Jukebox)                 | CGD     | YD 665 | Італія | 1983 |